# Cynolebias leptocephalus
 Cynolebias leptocephalus és un peix de la família dels rivúlids i de l'ordre dels ciprinodontiformes.

## Morfologia
Els mascles poden assolir els 12,5 cm de longitud total i les femelles els 8,94.

## Distribució geogràfica
Es troba a Sud-amèrica: Brasil.